# 지도리초역 (도쿄도)
지도리초역(일본어: 千鳥町駅、ちどりちょうえき)은 일본 도쿄도 오타구에 있는 도쿄 급행 전철의 역이다. 역 번호는 IK12이다.

## 역 구조
상대식 승강장 2면 2선의 지상역이다. 이전에는 이케가미 선에서 유일하게 과선교를 가진 역이었지만 하행선 승강장 쪽에 역사와 개찰구(유인 통로 없음)가 증설되면서 과선교가 철거된 이후부터, 상하행선에서 역사와 개찰구가 별도로 되면서 개찰 내 승강장 사이로의 이동은 불가능하게 되었다.
서비스 매니저 도입역으로 인해 가마타역에서 원격 감시하고 있다.

### 타는 곳
| 번호 | 노선        | 방향 | 행선                                    |
| ---- | ----------- | ---- | --------------------------------------- |
| 1    | 이케가미 선 | 하행 | 이케가미・가마타 방면                   |
| 2    | 이케가미 선 | 상행 | 유키가야오쓰카・하타노다이・고탄다 방면 |

## 역 주변
- 지도리초 역전 우체국
- 서밋 스토어 지도리초점
- 오타 구립 지도리 초등학교
- 간하치치도리 주택 공원
- 도큐 다마가와 선 시모마루코 역・무사시닛타 역

## 역사
- 1926년 8월 6일: 이케가미 전기철도 게이오 대학 운동장 앞 역/게이오다이운도조마에 역(일본어: 慶大グラウンド前駅)으로 영업 개시. 역 근처에 1923년 5월 개업 당시에는 고묘지 역이 있었지만 본 역의 개업으로 폐지됨.
- 1936년 1월 1일: 지도리초역으로 역명 변경.
- 2002년 11월 30일: 가마타 방면 승강장에 개찰구가 신설되고 과선교가 철거됨.

## 인접역
| 도쿄 급행 전철 이케가미 선 | 도쿄 급행 전철 이케가미 선 | 도쿄 급행 전철 이케가미 선 |
| -------------------------- | -------------------------- | -------------------------- |
| IK 11 구가하라 고탄다 방면 |                            | 이케가미 IK 13 가마타 방면 |